# Porta San Francesco (San Marino)
Porta San Francesco o Porta del Paese (chiamata anticamente Porta del Loco. Porta del Lucho) è un antico posto di guardia a Città di San Marino nella Repubblica di San Marino. È stato costruito nel 1361 e trasformata radicalmente nel 1451 e rimaneggiata nel 1581, quando fu dotata anche di un'antiporta e l'arco originario fu sopraelevato con la costruzione di una torre merlata con piombatoio. Sul retro ci sono gli stemmi murati di San Marino e della Famiglia Feltresca. Sotto la porta è possibile vedere delle lapidi con gli statuti seicenteschi che diffidavano i forestieri dall'entrare a Città di San Marino con le armi.
La Porta del Paese è raffigurata sulle monete euro sammarinesi da due centesimi della seconda serie.